# قشلاق مرانلو
قشلاق مرانلو، روستایی از توابع بخش مرکزی شهرستان بوئین‌زهرا در استان قزوین ایران است.

## جمعیت
این روستا در دهستان زهرای بالا قرار دارد و براساس سرشماری مرکز آمار ایران در سال ۱۳۸۵، جمعیت آن ۵۶۹ نفر (۱۳۰خانوار) بوده‌است.
این منطقه افراد سرشناسی را در خود جای داده که میتوان به [[

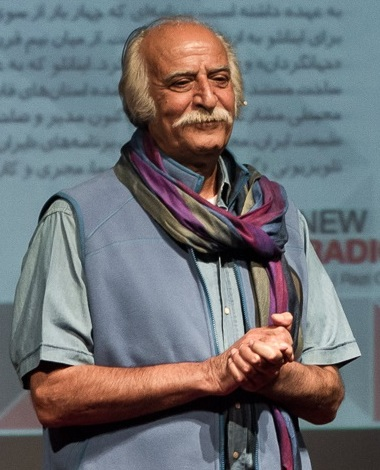
محمد علی اینانلو

محمدعلی اینانلو]] کارشناس و حامی طبیعت ایران و [[

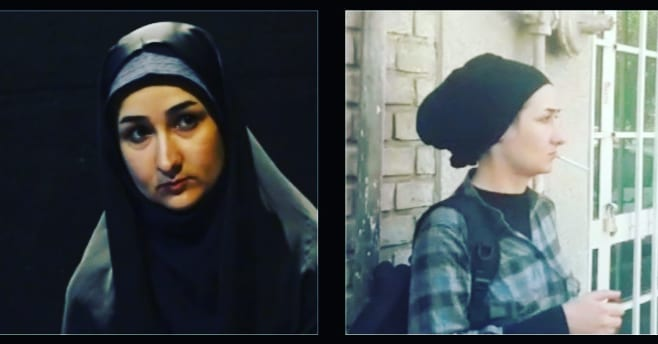
مینا اینانلو mina inanlou در دو نقش متضاد

مینا اینانلو]] از هنرمندان نوپای عرصه تصویر نام برد. این روستا از دو طایفه ی مرانلو و یغمورلو تشکیل شده که به جهت تشکیل قشلاق توسط طایفه مرانلو به همین نام ثبت گردیده است.این روستا توسط بزرگان وقت پایه گذاری شده است  و قبل از آن این طایفه به صورت کوچ منطقه ای در استان قزوین ییلاق و قشلاق می نموده است.
از افراد معروف این روستا میتوان به نورعلی اینانلو (دلال بزرگ منطقه) 
جوشکار زبردست و معروف یداله اینانلو
مداح خوش صدای اهل بیت محمد اینانلو 
```
افراد برجسته دیگر :حاج قربان، محمود اینانلو،تقی اینانلو ،مهدی اینانلو (حاج حجت)،بهنام صادقی(هنرمند)
```

اکبر علی اینانلو(علامت کش منطقه بوئین زهرا)

## کسب و کار
عمده جمعیت این روستا دامدار هستند و به پرورش گاو گوشتی و شیرده مشغول هستند. با فروش گاو نر و محصولات لبنی و شیرخام به شهرهای اطراف امرار معاش می نمایند .بزرگترین خریدار محصولات گوشتی حاج نورعلی و غریبعلی و نادر اینانلو می باشند.محصولات لبنی نیز به حاج اسکندر فروخته میشود
از حاج اسمعلی به عنوان خیر محل یاد میشود که خیرو برکت را به مردمان قشلاق به ارمغان می آورد.